# Стефан Средкович
Стефан Средкович (на сръбски: Стеван Сретковић) e сръбски революционер, участник в Кресненско-Разложкото въстание.

## Биография
Средкович е сърбин. В 1878 година Софийският комитет „Единство“ го изпраща като войвода на чета в Разлога, с която участва в Кресненско-Разложкото въстание. По време на въстанието Средкович подкрепя политиката на полския офицер Луис Войткевич. Участва в убийството на българския войвода Стоян Карастоилов и четниците му Георги Чолаков и Иван Трендафилов. След това Средкович напуска района на въстаническите действия.